# Sposób Wieganda-Martina-Winckela
Sposób Wieganda-Martina-Winckela – jeden ze sposobów pomocy w rodzeniu główki podczas porodu miednicowego. Stosowany jest, gdy główka nie zstąpiła do próżni miednicy po urodzeniu barków.
Zadaniem położnika/położnej jest wprowadzenie do pochwy ręki odpowiadającej twarzy płodu wysoko aż do podbródka i palca środkowego do ust płodu, palec wskazujący i serdeczny układa się poniżej kości jarzmowych. Tym sposobem płód ułoży się na przedramieniu ręki wewnętrznej osoby prowadzącej poród. Ręką tą należy dokonać przygięcia główki i wstawić ją do wchodu w wymiarze poprzecznym miednicy. W tym czasie ręka zewnętrzna pomaga w dokonaniu wprowadzenia główki do wchodu przez ucisk od zewnątrz nad spojeniem łonowym. Gdy główka wejdzie już do próżni i znajdzie się na dnie miednicy, ręką zewnętrzną należy uchwycić płód widełkowato za kark i dokończyć pomoc ręczną jak przy zabiegu Veita-Smelliego.